# Орден Франциска I
Орден Франциска I — орден за заслуги королевства Обеих Сицилий.

## История

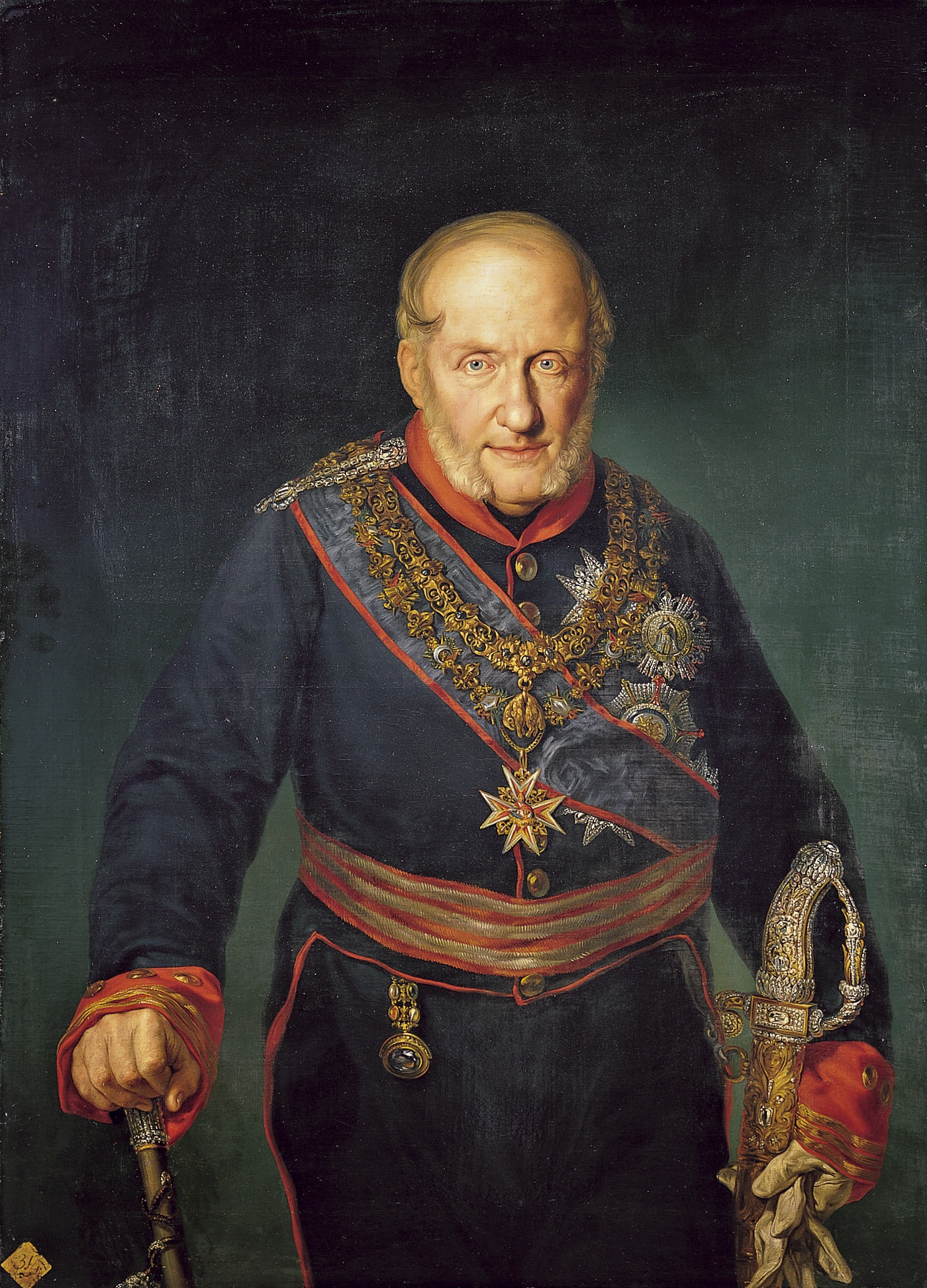
Основатель ордена, король Франциск I

В 1733 году Филипп V вступил в союз с Францией. Условием договора была предоставленная его младшему сыну дону Карлосу (Карлу III) возможность стать правителем Неаполитанского и Сицилийского королевств. В начале 1734 года 20-тысячная армия Карла двинулась на юг полуострова. Восставшие против австрийцев неаполитанцы приветствовали Карла как освободителя. Когда Карлу III представилась возможность получить трон Испании, он передал корону Неаполя и Сицилии своему третьему сыну — Фердинанду IV. Успешные действия наполеоновских войск вынудили его бежать из Неаполя, однако после окончательного разгрома войск Бонапарта Фердинанд вернул себе корону, став королем Обеих Сицилии, и начал именоваться Фердинандом I. В 1825 году трон Обеих Сицилии занял его сын Франциск I. Он приходился племянником последнему королю Франции Луи XVI и Марии Антуанетте. После бегства Бурбонов на Сицилию в 1806 году, когда отец Франциска был лишен своей власти, Франциск являлся регентом Неаполитанского королевства. Второй раз в этой роли ему пришлось побывать в 1820 году во время революционных волнений в Неаполе. Теперь Франциск стал полноправным правителем Неаполитанского и Сицилийского королевств. Время его власти длилось всего пять лет, и этот период стал достаточно успешным для экономического развития подвластных ему территорий. Отчасти благодаря этому, почти за год до смерти, 3 октября 1829 года Франциск I основал новый королевский орден. Членами ордена могли стать люди независимо от их вероисповедания и национальности. Отмечались лишь заслуги в области политики, дипломатии, юриспруденции, духовной и административной деятельности. Рыцари Большого Креста имели право входить без приглашения в тронный зал монарха и быть участниками торжественных обедов.
Франциск I пробыл магистром ордена всего год — до своей кончины в 1830 году. Затем до 1859 года магистром был его сын Фердинанд II. Следующим магистром стал сын Фердинанда II — Франциск II. При нем в 1860 году территория королевства Обеих Сицилии была присоединена к Сардинскому королевству, а через год вошла в состав единого Итальянского государства. Франциск II лишился престола и оставшуюся часть жизни провел в Австрии и Баварии, поскольку его супруга была баварской принцессой. Однако эти драматические события не аннулировали орден; его магистрами, как и прежде, становились потомки Франциска I.
В наши дни награду можно получить за достижения в области науки, искусства, промышленности, бизнеса.

## Степени
Изначально орден имел пять степеней. В первые три входили Рыцари Большого Креста, Командоры и Рыцари. Кавалеры двух последних степеней награждались золотыми и серебряными медалями.
|         |          |                         |
| Кавалер | Командор | Кавалер Большого креста |

В 2001 году число степеней ордена было увеличено до восьми.

## Инсигнии

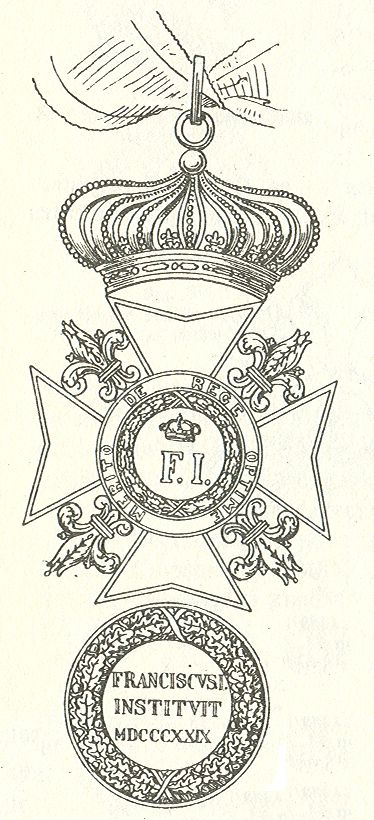
Знак ордена и медальон реверса

Знак ордена — золотой мальтийский крест белой эмали с золотыми лилиями между перекладин. В центре креста золотой медальон с каймой синей эмали. На медальоне буквы «F.I.» в венке из дубовых листьев зелёной эмали. На кайме золотыми буквами девиз ордена «DE REGE OPTIME MERITO». Реверс знака в медальоне несёт надпись: FRANCISCUS I INSTTTUIT MDCCCXXIX («Основал Франциск 1,1829»). Знак венчает золотая королевская корона, при помощи которой знак крепится к орденской ленте.
Звезда ордена серебряная, по внешнему виду аналогичная знаку, но большего размера, без короны и без эмали на перекладинах креста.
Медаль ордена круглая, несёт на себе профильное коронованное изображение Франциска I в венке из дубовых листьев. По окружности надпись: FRANCISCVS I. REG. VTR. SIC. ET HIE. REX. Медаль при помощи кольца крепится к орденской ленте.
Орденская лента красного цвета с тёмно-синими полосками по краям.